# Schlacht von Peterwardein
Karlowitz – 
Peterwardein – 
Korfu – 
Temeswar – 
Trebinje – 
Tenedos – 
Mehadia – 
Belgrad – 
Friede von Passarowitz

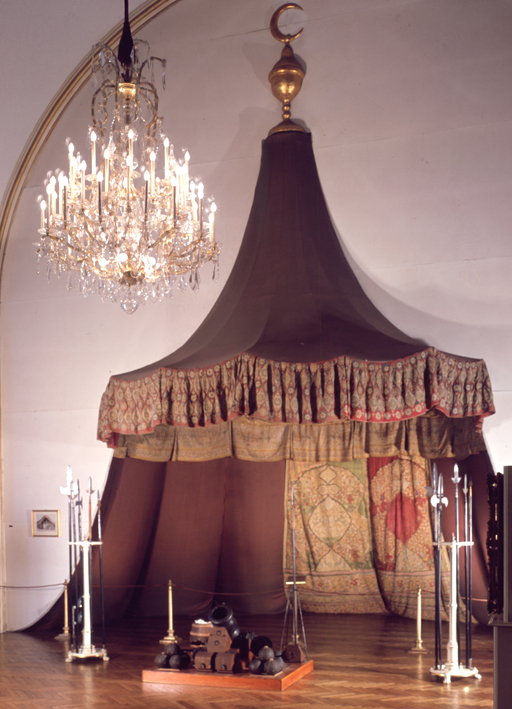
Türkisches Staatszelt, in der Schlacht bei Peterwardein erbeutet

Die Schlacht von Peterwardein war eine Schlacht, die am 5. August 1716 während des 6. Österreichischen Türkenkrieges zwischen der kaiserlichen Armee und dem osmanischen Heer bei Peterwardein stattfand.

## Vorgeschichte
Im Jahre 1716 sammelte Großwesir Silahdar Damat Ali Pascha bei Belgrad ein 150.000 Mann starkes osmanisches Heer, dessen Kern 40.000 Janitscharen und 20.000 Sipahi sowie 10.000 Krimtataren bildeten. Dieses überquerte Ende Juli bei Semlin die Save und rückte auf dem rechten Donauufer gegen Karlowitz vor.
Der kaiserliche Heerführer Österreichs, Prinz Eugen von Savoyen, beschloss, den Türken aufgrund der strategisch günstigen Lage bei Peterwardein entgegenzutreten. Er hatte die Errichtung eines verschanzten Lagers im Schutz der dortigen Festung veranlasst und setzte die 80.000 Mann starke kaiserliche Armee vom Lager in Futog aus in Marsch.

## Auftakt
Am 2. August kam es zu ersten Gefechten zwischen der kaiserlichen Vorhut und türkischen Reitern. Zur gleichen Zeit begann der Übergang der kaiserlichen Truppen auf das rechte Donauufer. Einige Bataillone, die östlich von Futag übernachtet hatten, wurden unter Graf Starhemberg in die Innere Schanze beordert, während die Truppen von General Nádasdy das Hornwerk besetzten. Der Rest der Infanterie überquerte in der Nacht die Donau und wurde in die äußere Schanze beordert. Diese Schanzen befanden sich einige hundert Meter vom Hornwerk entfernt. Sie bestanden aus zwei nach Süden ausgerichteten Linien, deren Flügel durch angehängte Flanken verstärkt und gesichert waren. Die dazugehörigen Brustwehren, Gräben und Redouten waren fast verfallen, weshalb Prinz Eugen Reparaturen anordnete, die bis zum 4. August abgeschlossen waren. Am 3. August stellte sich die Lage wie folgt dar. Etwa 60 österreichische Bataillone lagerten zwischen und hinter den Schanzen. Der größte Teil der Kavallerie stand noch auf dem linken Donauufer bei Futag und wartete auf den Befehl zum Übersetzen. Am Abend traf Prinz Karl Alexander von Württemberg in Futag ein, so dass alle kaiserlichen Truppen auf beiden Seiten der Donau standen.

Unterdessen hatten sich die Türken der Festung bis auf drei Kilometer genähert und drohten die Österreicher auf der rechten Seite abzuschneiden. Am Mittag des 4. August sandte Damad Ali Pascha eine Nachricht an Feldzeugmeister Löffelholz mit der Aufforderung Peterwardein zu übergeben. Prinz Eugen lehnte die Forderung ab. Der Grossvezier möge thun, was er wolle und könne, an der Entgegnung zur rechten Zeit werde es nicht fehlen. Statt einen Frontalangriff zu versuchen, entschied sich Damad Ali Pascha zum Bau von Approchen. Auf diese Weise konnten sich die Türken noch am gleichen Tag bis auf 100 Meter den Verteidigungslinien der Österreicher nähern. Von den Türken halbkreisförmig eingeschlossen beabsichtige Eugen, einen Ausfall durchzuführen und die türkischen Truppen in den Approchen und Lagern anzugreifen.

## Die Schlacht und weitere Folgen
Am Morgen des 5. August um 7 Uhr eröffnete Prinz Eugen den Angriff. Während die rechte Flanke unter Prinz Alexander von Württemberg eine osmanische Geschütz-Batterie im Sturm nahm, gerieten die Kaiserlichen im Zentrum in Bedrängnis, denn durch die schmalen Ausgänge des Lagers kam der Aufmarsch nur langsam voran. Die Janitscharen gingen sofort zum Gegenangriff über und schlugen die Kaiserlichen zurück ins Lager. Prinz Eugen riegelte den Einbruch in das Zentrum mit zusätzlichen Truppen ab und schickte seine Kavallerie in die Flanken der Türken, wodurch diese eingekesselt wurden. Dem Großwesir gelang es nicht, den Kessel mit seinen Sipahi zu sprengen und seine Truppen neu zu ordnen. Die Tataren zogen sogar kampflos ab.
Nachdem die eingebrochenen Osmanen aufgerieben worden waren, führte Prinz Eugen persönlich seine Truppen gegen das Lager des Großwesirs. Unterstützt durch die Geschütze von sechs Fregatten der Donauflottille war die Schlacht gegen 14 Uhr gewonnen. Der Großwesir selbst befand sich unter den Gefallenen. Kaum 50.000 Mann des osmanischen Heeres konnten sich nach Belgrad retten.

## Museale Rezeption
In der Dauerausstellung des Wiener Heeresgeschichtlichen Museums befinden sich mehrere Objekte, die die Schlacht bei Peterwardein dokumentieren und daran erinnern. So wird ein türkisches Staatszelt gezeigt, das in der Schlacht erbeutet wurde und vermutlich als Audienzzelt des gefallenen Großwesirs gedient hatte. Die noch erhaltenen Teile des Zeltes geben mit ihren farbigen seidengestickten Ornamenten aus maurischen Säulen und Pflanzmotiven eine Vorstellung von der ursprünglichen Pracht von osmanischen Repräsentationszelten dieser Art. Darüber hinaus wurden auch Ketten mit integrierten Halseisen in der Schlacht erbeutet, welche gegenüber dem Prunkzelt zu sehen sind. Mit Ketten dieser Art verschleppten die Osmanen Kriegsgefangene wie auch Zivilisten in die Sklaverei. An einer der Ketten fand man nach der Schlacht – nahe dem Zelt des Großwesirs – den enthaupteten Leichnam des erst wenige Tage vorher in türkische Gefangenschaft geratenen Feldmarschallleutnants Wenzel Siegfried von Breuner. Eine zeitgenössische Darstellung der Schlacht in Form eines Ölgemäldes von der Hand des niederländischen Schlachtenmalers Jan Pieter van Bredael dem Jüngeren ist ebenfalls in diesem Bereich des Heeresgeschichtlichen Museums ausgestellt.